# پاتریمونیالیسم

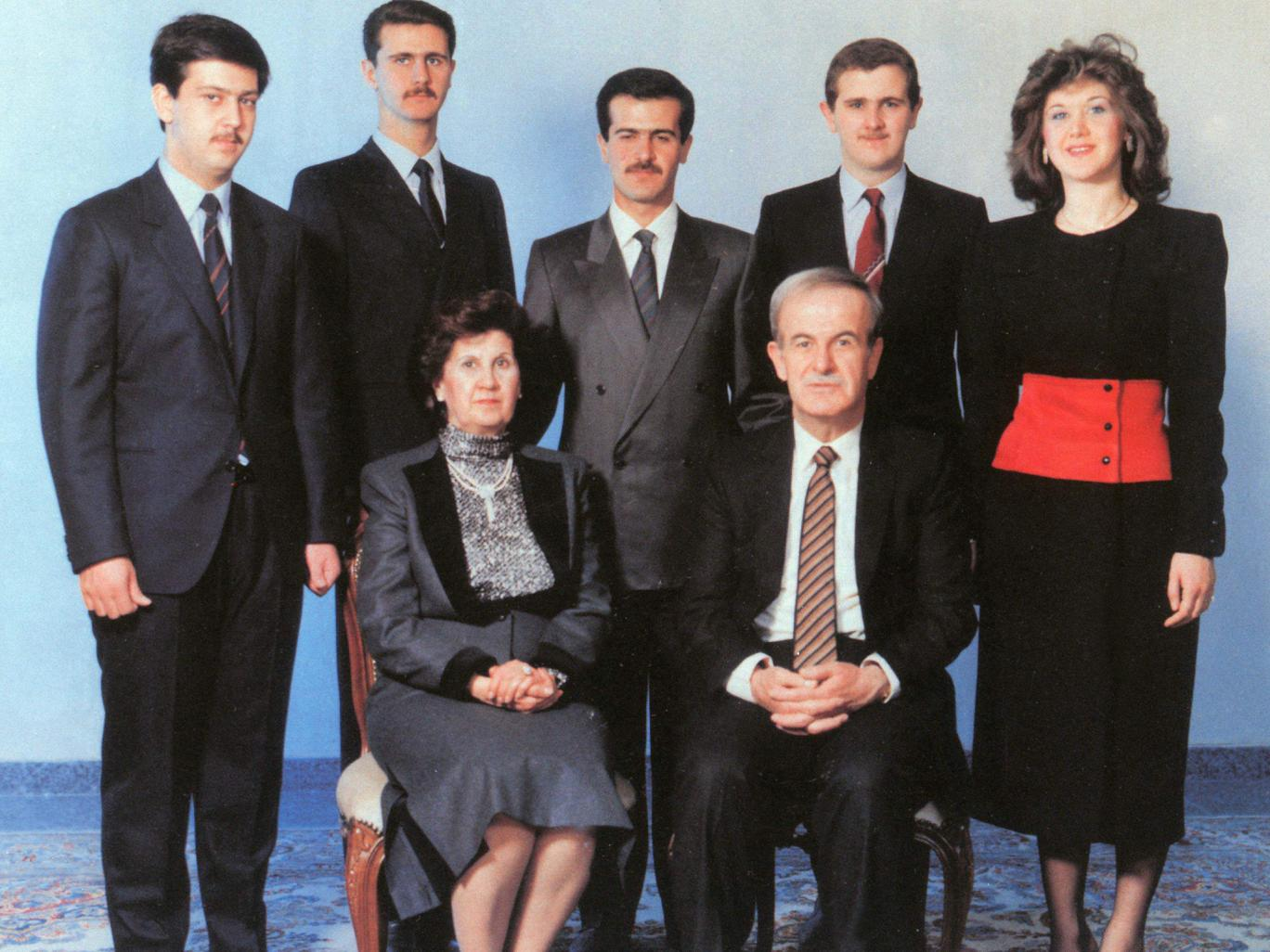
حکومت خانواده اسد بر سوریه بعثی مصداق بارز حکومت پدرمیراثی بود.

پاتِریمونیالیسم (به انگلیسی: Patrimonialism) یا سلطه موروثی یا حکومت پدرمیراثی، شکلی از حکومت است که در آن تمام قدرت مستقیماً از شخص حاکم سرچشمه می‌گیرد. در این نوع حکومت هیچ تفاوتی بین حوزه عمومی و خصوصی وجود ندارد و حاکمان معمولاً از قدرت مطلق برخوردار هستند. اصطلاح «پاتریمونیالیسم» توسط ماکس وبر جامعه‌شناس آلمانی ابداع شده است. هدف اصلی از تأسیس این نوع حکومت‌ها، برآوردن نیازهای خانوادهٔ شخص فرمانرواست و به جای شایسته‌سالاری، خویشاوندسالاری وجود دارد.
به نظر ماکس وبر، نظام‌های پاتریمونیال به علت گرایش‌های سنتی گروه حاکم در جهت فعالیت‌های تجاری و اقتصادی، خودسری هیأت حاکمه و نیروهای اقماری‌اش و نیز سلب آزادی فعالیت اقتصادی خصوصی برای رعایا، نتیجه‌ای جز عقب‌ماندگی اقتصادی جامعه در بر نداشته و مانع عمده‌ای در راه رشد نیروهای بورژوازی و توسعۀ سرمایه‌داری بوده است.

## واژه‌شناسی
اصطلاح «پاتریمونیالیسم» توسط ماکس وبر جامعه‌شناس آلمانی ابداع شده است. ریشهٔ اصطلاح از واژهٔ پاتِر (Pater) در لاتین به معنی «پدر» است و «پاتریمونی» به معنای ملک ارثی یا ملکی است که از پدر یا نیاکان به ارث رسیده ‌باشد. واژگان paternalism به معنی «حکومت پدروار» یا «پدرمآبی» و patriarchy به معنی «پدرسالاری» یا «پدرشاهی» نیز با مرتبط هستند. ماکس وبر، بر همین قیاس پاتریمونیالیسم را نوعی از حکومت می‌داند که فرمانروایش کشور را در حکم «ملک شخصی» خود می‌انگارد. او این اصطلاح را بیشتر برای کشورهای خاورمیانه مطرح ساخت.

## توصیف
پاتریمونیالیسم معمولی‌ترین شکل حکومت سنتی است. حکومت سنتی، نهادی پایدار و بادوام است و هنجارهایش برای همهٔ امور پیشاپیش مستقر شده‌اند؛ یعنی هنجارهای آن عقلانی و فنی نیستند بلکه ماهیتی عملی دارند. این هنجارها، رسوم و سنت هستند که بر پایهٔ اعتقاد به قداست‌شان، نقض ناشدنی و تغییر ناپذیرند. در واقع، آنچه در سلطهٔ سنتی به عنوان معیار و هنجار شناخته می‌شود این توجیه است که: «همواره همین که بوده است هست و همیشه نیز همین خواهد بود.» جامعهٔ سنتی فاقد قانون اساسی است؛ بنابراین وحدت آن به شخص فرمانروا وابسته است که وظیفه‌اش حفظ و حراست «سنت‌ها» و تداوم آنهاست. اطاعت از فرمان‌های فرمانروا، گردن نهادن به یک اصل کلی که بر اساس انضباط و انجام وظیفه باشد نیست؛ بلکه شکل تعبد و بندگی را دارد. فریدریش هگل فیلسوف مشهور آلمانی، بر باور بود که نوع حکومت در کشورهای آسیایی «تئوکراتیک» است. شخص فرمانروا خدای روی زمین محسوب می‌شود و خدا که در قامت فرمانروا جلوه کرده، بر دولت حاکم است. در تاریخ اسلام القاب بسیاری پادشاهان مواردی چون «اسلام پناه»، «نگهبان دین» و «ضل الله فی العرض» (سایهٔ خدا بر زمین) بوده است.
تاریخ نشان می‌دهد که حکومت پدرمیراثی فاقد دستگاه اداری به معنای جدید آن بوده است. شاه، خلیفه یا سلطان دستیاران خود را از میان خدمهٔ خود یا متنفذین محلی برمی‌گزیده و حتی اگر خارج از قلمرو پاتریمونیالیسم از وجود اشخاص استفاده می‌کرده، کسانی را برمی‌گزیده که مزدور و غلام حلقه به گوش او بوده‌اند. در واقع حکومت پاتریمونیال به رغم ظاهرش، نوعی حکومت «خان‌خانی» و «ملوک‌الطوایفی» است و در آن چیزی به نام دولت وجود پیدا نکرده است. گرچه ظاهراً نظام پاتریمونیال ناگزیر به برپایی دستگاه اداری می‌شود، اما تفاوت این دستگاه با دیوان‌سالاری جدید در این است که در نظام پدرمیراثی صاحب منصبان معمولاً منصب خود را از شخص حاکم می‌خرند و بدین طریق مالک منصب خود می‌شوند. آنها مالک وسایل اداری منصب خود نیز هستند؛ به ویژه در هنگامی که در ایالات‌شان از سوی خلیفه یا سلطان حکومت می‌کنند. تفکیک حوزهٔ امور خصوصی از حوزهٔ امور عمومی در نظام پدرمیراثی بی‌معنا است؛ یعنی میان منافع شخصیِ صاحب منصب و منافع عمومی که به نحوی با منصب او ارتباط داشته باشند، تمایزی وجود ندارد. در چنین نظامی شایسته‌سالاری معنی ندارد و نسب، سرسپردگی و مورد لطف حاکم قرار گرفتن، تنها معیارهای رسیدن افراد به مناصب است.
بنابراین در نظام پاتریمونیال به جای کارمندان، صاحب منصبان و به جای شهروندان، رعایا و بندگان وجود دارند و همچنین، از آن رو که قدرت در وجود شخص حاکم تجسم می‌یابد، معمولاً ارتش تنها به شخص او وفادار است نه به دولت و کشور. در نظام پاتریمونیال، تمام امتیازات اقتصادی در کل کشور در درجهٔ نخست تحت انحصار فرمانروا و خانوادهٔ اوست و دربار یا ملازمان فرمانروا نیز از خدمات و امکانات چشمگیر برخوردارند. به همین دلیل، خویشاوندسالاری بخشی از ذات پاتریمونیالیسم است. به نظر ماکس وبر، نظام‌های پدرمیراثی به علت گرایش‌های سنتی گروه حاکم در جهت فعالیت‌های تجاری و اقتصادی، خودسری هیأت حاکمه و نیروهای اقماری‌اش و نیز سلب آزادی فعالیت اقتصادی خصوصی برای رعایا، نتیجه‌ای جز عقب‌ماندگی اقتصادی جامعه در بر نداشته و مانع عمده‌ای در راه رشد نیروهای بورژوازی و توسعهٔ سرمایه‌داری بوده است. دلیل ایستادگی طبقهٔ بورژوازی در برابر پادشاهان مطلقه در اروپای غربی نیز چیزی جز این نبود که پاتریمونیالیسم در اروپای سده‌های هفدهم و هجدهم، مانع رشد بورژوازی به مثابه «طبقهٔ پیشروی زمانه» بود. در نظام پاتریمونیال قانون به معنای دقیق کلمه وجود ندارد؛ زیرا ملت در وضع قانون نقشی ندارد و فرد حاکم نیز هر وقت که بخواهد قانون را نقض می‌کند.

## ویژگی‌ها
برخی ویژگی‌های نظام پاتریمونیال به شرح زیر هستند:
- قدرت «متمرکز» است و پادشاه کنترل و مالکیت مستقیم را بر اکثریت قلمرو، منابع و نهادها اعمال می‌کند.
- قدرت حاکم اساساً مبتنی بر مالکیت اکثریت املاک کشور در جایگاه «مالک خصوصی» است. این مالکیت به حاکم این امکان را می‌دهد که از املاک خود درآمد ایجاد کند و از آن برای حمایت از دربار، حفظ ارتش و اعمال نفوذ و اقتدار سیاسی عظیم استفاده کند.
- خویشاوندسالاری سیاست کلی حکومت است که همواره رعایت می‌شود.
- حاکم می‌تواند به گونه‌ای بلامنازع در صحنهٔ اقتصادی جولان دهد و هیچ تعهدی نیز نسبت به موانع منزلتی نداشته باشد.
- حکومت قلمرو شخصی و خصوصی فرمانرواست و با توسعه دستگاه‌های نظامی و اداری، اقتدار سنتی به صورت نظام موروثی تکامل پیدا می‌کند.
- حاکم با زیردستان خود (از کارگزارانش گرفته تا مردم عادی) رابطه‌ای دارد که اساسش «تسلط پدرانه» است و کشور در حکم خانه‌ای است که مالک آن، «پدر خانه» است و همسر و فرزندان باید از پدر اطاعت کنند تا لطف او همواره شامل حالشان باقی بماند. دلیل فرض این «نقش پدرانه» آن است که مردم «صغیر» و نیازمند قیم تصور می‌شوند. بنابراین، حاکم در نقش پدر، همواره مردم (یا فرزندانش) را در موضعی ضعیف می‌پسندد تا بتواند زیر نقاب حمایت و پشتیبانی، همواره در جایگاه «سرپرست» و یا فردی برتر و مسلط باقی بماند که چنین رویکردی مانع شکل‌گیری یا رشد جامعهٔ مدنی می‌شود.

## مثال
حکومت رهبرانی چون الهام علی‌اف در آذربایجان و بشار اسد در سوریه، مصداق بارز حکومت پدرمیراثی می‌باشد. در این دو کشور (که نظام سیاسی نیز جمهوری است) «حکمرانی» ارثیه‌ای بوده که پدر برای پسر به جا گذاشته است، اما این «میراث قطعی» زیر نام انتخابات و جمهوری نصیب پسر شده تا الهام علی‌اف و بشار اسد را از اتهام برپایی سلطنت مبرا کند. پاتریمونیالیسم سرشت غیر دموکراتیک دارد و قدرت سیاسی در آن مطلقه است. به همین دلیل نظام‌های سیاسی در جهان وجود داشته‌اند که نه سلطنتی بوده‌اند نه جمهوری موروثی، اما در عین حال خصلت پاتریمونیال داشته‌اند؛ مانند رژیم بعث عراق به رهبری صدام حسین.